# صفيطة
قرية صفيطة هي إحدى القرى التابعة لمركز الزقازيق في محافظة الشرقية في جمهورية مصر العربية. حسب إحصاءات سنة 2006، بلغ إجمالي السكان في صفيطة 6380 نسمة، منهم 3380 رجل و3000 امرأة.

## التاريخ
ذكرها علي مبارك في كتابه الخطط التوفيقية باسم "سفيطة"، حيث ذكر أنها قرية في مديرية الشرقية بقسم بلبيس، وأن بها جامع ومبانيها من الآجر.